# Gun-Britt Sundström

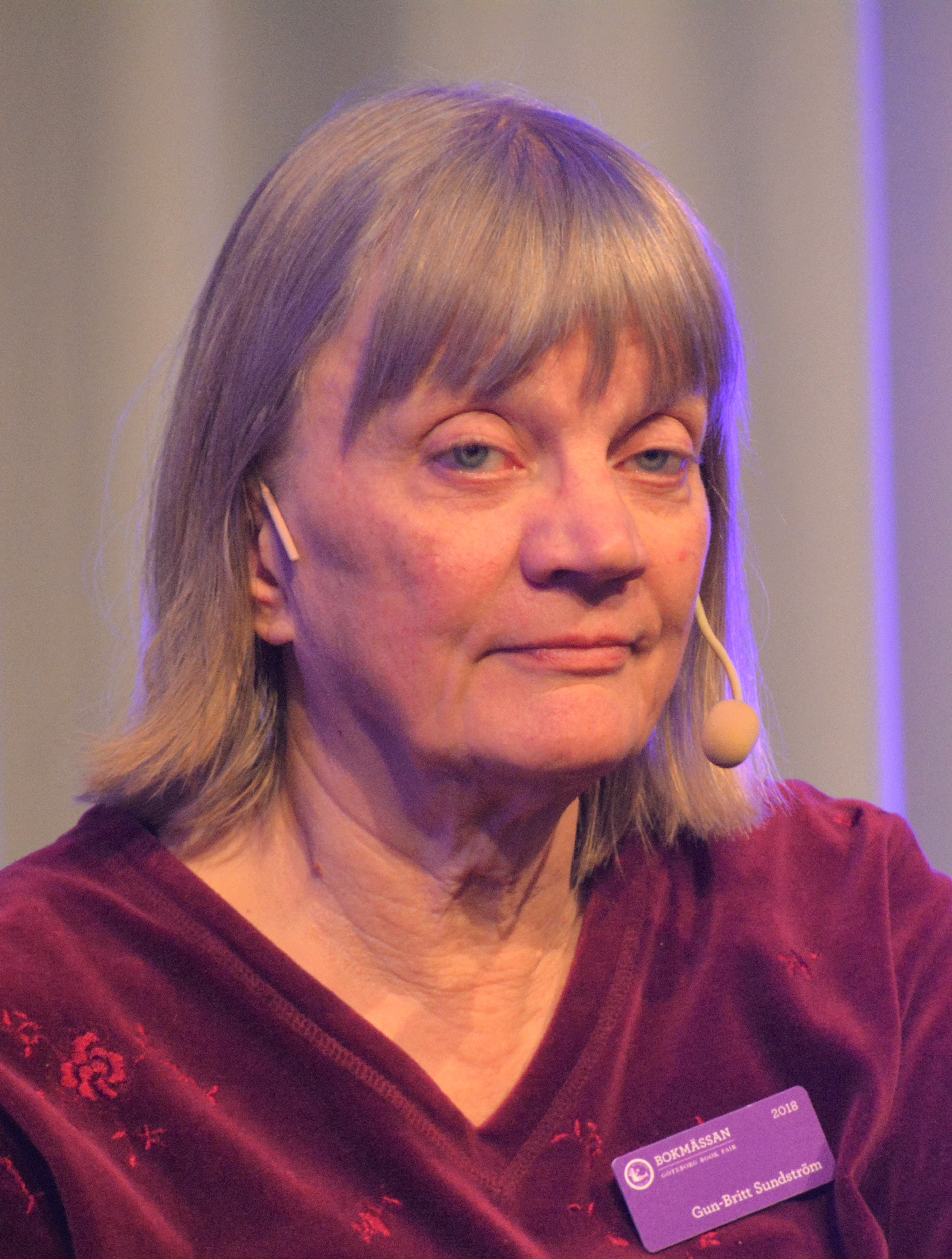
Gun-Britt Sundström, 2018

Gun-Britt Sundström (* 19. August 1945 in Stockholm, Schweden) ist eine schwedische Schriftstellerin, Übersetzerin und Literaturkritikerin.

## Leben und Karriere
Sundström absolvierte ein Studium an einer Journalistenschule. Danach war sie als Journalistin und Kritikerin in der Kulturredaktion vom Dagens Nyheter tätig.
Besondere Bekanntheit erlangte Sundström 1976 mit dem Roman Maken: en förhållanderoman, in dem sie eine eigene abgeschlossene Liebesgeschichte verarbeitete. 1978 erschien das Buch auch in deutscher Übersetzung unter dem Titel: Die andere Hälfte. Ein Verhältnis-Roman. Übersetzt wurde der Roman von Senta Kapoun und Graziella Hlawaty. Ab den 1990er Jahren war Sundström vorwiegend als Übersetzerin tätig. Sie hat aus dem Deutschen, Englischen, Französischen und Norwegischen ins Schwedische übersetzt.
2018 wurde Sundström zum Mitglied des Komitees ernannt, das Literaturnobelpreisträger nominiert. Im Dezember 2019 kündigte sie ihren Austritt aus dem Komitee an.
Von 1989 bis 1997 war sie mit Ian Hamilton verheiratet. Mit diesem hat sie zwei Kinder. Sie schrieb insgesamt 17 eigene Bücher, davon waren sechs Kinderbücher.

## Bibliografie
Deutsche Übersetzungen
- Die andere Hälfte. Ein Verhältnis-Roman. (1978, schwedisch: Maken: en förhållanderoman, 1976)

Schwedische Werke
- Student -64 (1966)
- Oppositionspartiet (1967)
- Nu kan det sägas! Ett jag-var-där-reportage från journalisthögskolan (1970)
- Balkongbok (1970)
- För Lydia (1973)
- Lättbok (1975)
- Klippt och skuret (1984)
- Svär inte så förbannat (1984)
- Han heter Galjar (1985)
- Det underbara dagishemmet (1987)
- Ture går till tandläkaren (1989)
- Pojken med stålmansdräkten (1993)
- Is i magen, eld i baken – vad menas? (1993)
- Bitar av mig själv (2008)
- Början (2013)
- Skrivliv : Från första boken till första barnet (2018)